# 요한 우르브
요한 우르브(에스토니아어: Johann Urb, 1977년 1월 24일 ~ )는 에스토니아의 배우, 모델이다.

## 출연 작품
- 더 퍼펙트 도터 (2016)
- 레지던트 이블 5 : 최후의 심판 3D (2012)
- Dorfman in Love (2011)
- 리틀 빗 오브 헤븐 (2011)
- 하이어 건 (2009)
- 2012 (2009)
- Toxic (2008)
- 섹시한 미녀는 괴로워 (2008)
- 섹슈얼 프렌즈 (2007)
- 미스터 브룩스 (2007)
- 1408 (2007)
- 올인 (2006)

### 텔레비전
- 틸데스 (2006,'Til Death)
- Dirt (2007)